# 平井晴二郎

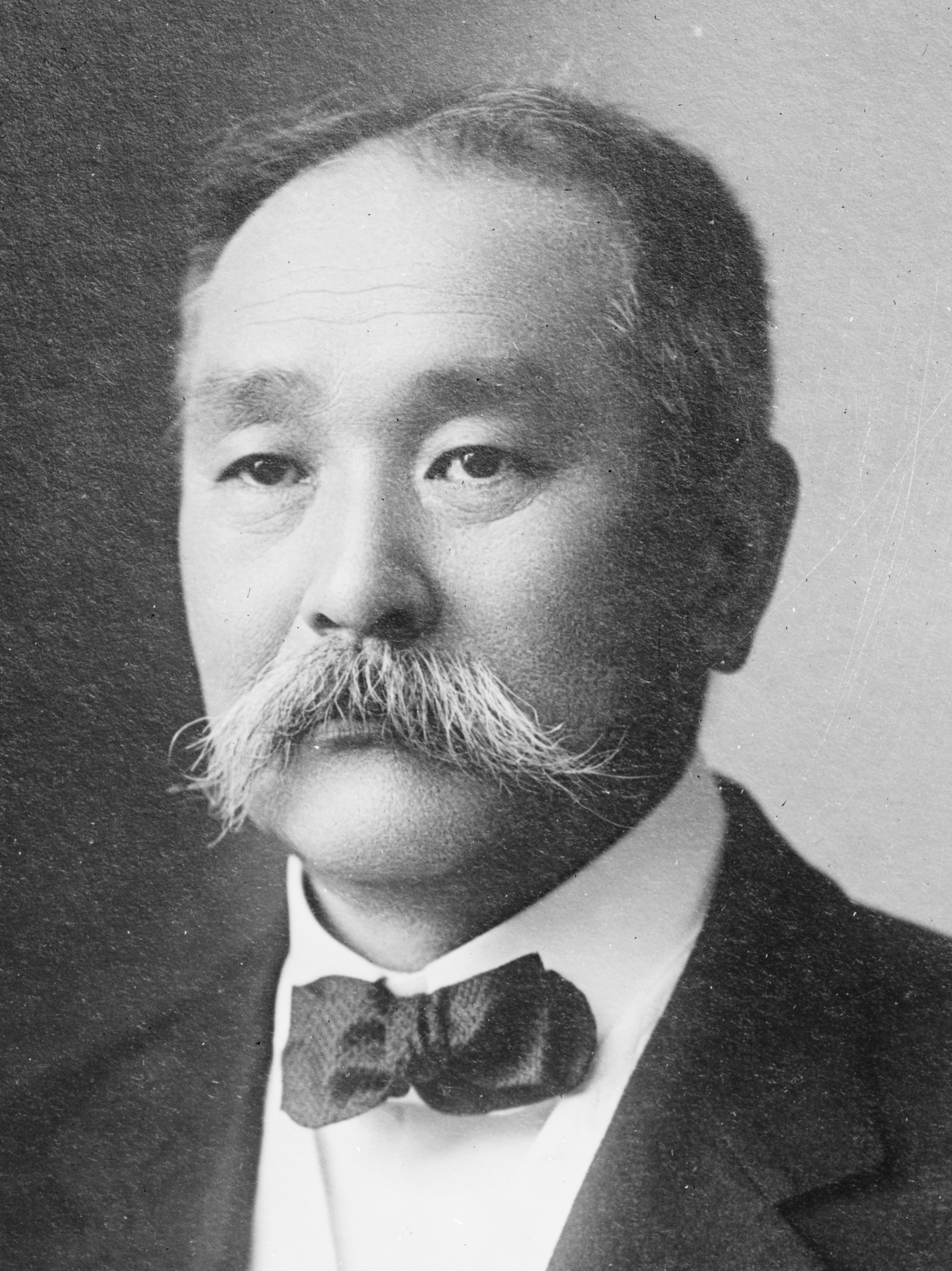
平井晴二郎

平井 晴二郎（ひらい せいじろう、1856年11月13日（安政3年10月16日） - 1926年（大正15年）6月28日）は、明治・大正期にかけての日本の鉄道技術者である。正三位勲一等、工学博士。貴族院勅選議員。

## 経歴
金沢城下に生まれる。1870年（明治3年）貢進生に選ばれて上京、大学南校、開成学校（中退）に工学を学ぶ。1875年（明治8年）、文部省第1回留学生として米国レンセラー工科大学に留学し、1878年に工学修士号を取得した。
1880年に帰国後開拓使御用掛となり、山内堤雲、松本荘一郎と共に北海道で主に鉄道建設に当たる。この間、北海道庁旧本庁舎や函館水道の建設も指揮した。
1888年（明治21年）に北海道を離れ、讃岐鉄道顧問となる。次いで1890年（明治23年）まで大阪鉄道で技術部長を務める。後に官設鉄道に転じ、1904年（明治37年）10月10日鉄道作業局長官に就任。1907年（明治40年）4月1日帝国鉄道庁発足に伴いその総裁に就任。同年10月には鉄道国有法に基づく私鉄17社の国有化を完了させている。1908年（明治41年）12月5日鉄道院発足に際し、総裁後藤新平の下で副総裁となった。同年12月23日、貴族院勅選議員に任じられ死去するまで在任。
1913年（大正2年）には中華民国交通部顧問として中国に派遣された。『日本国有鉄道百年史』によれば、このように平井ら後藤新平に近い人物が「鉄道院から追われた」ことは、「山本内閣に反対していた後藤への報復であったろうとうわさされた」という。
1925年（大正14年）病気療養のため帰国。翌年鎌倉の別邸で死去した。

## 栄典
位階
- 1886年（明治19年）7月8日 - 正六位[13]
- 1894年（明治27年）6月20日 - 従五位[14]
- 1896年（明治29年）11月20日 - 正五位[15]
- 1907年（明治40年）5月10日 - 正四位[16]
- 1912年（明治45年）5月31日 - 従三位[17]

勲章等
- 1895年（明治28年）10月31日 - 勲六等瑞宝章[18]
- 1897年（明治30年）6月26日 - 勲五等瑞宝章[19]
- 1898年（明治31年）12月28日 - 勲四等瑞宝章[20]
- 1902年（明治35年）12月27日 - 勲三等瑞宝章[21]
- 1906年（明治39年）4月1日 - 勲二等旭日重光章[22]
- 1915年（大正4年）11月10日 - 大礼記念章（大正）[23]
- 1916年（大正5年）4月28日 - 勲一等瑞宝章[24]
- 1926年（大正15年）6月29日 - 勲一等旭日大綬章[25]

## 親族
- 前妻の杉陽は杉亨二の娘。結婚後若くして没す[4]。
- 三男 平井喜久松（土木工学者・鉄道官僚）[26]
- 姪たち（妹ツヤの娘・幸と道）の舅に村瀬春雄、井口在屋